# Uhliská
Uhliská és un poble i municipi d'Eslovàquia que es troba a la regió de Nitra, al sud-oest del país. La primera menció escrita de la vila es remunta al 1554.

## Demografia
| Godina             | 1994 | 2004   | 2014    | 2024   |
| ------------------ | ---- | ------ | ------- | ------ |
| Nombre de persones | 247  | 223    | 182     | 186    |
| Diferència         |      | −9,71% | −18,38% | +2,19% |

| Godina             | 2023 | 2024   |
| ------------------ | ---- | ------ |
| Nombre de persones | 197  | 186    |
| Diferència         |      | −5,58% |